# Diploglena karooica
Espèce
Diploglena karooica est une espèce d'araignées aranéomorphes de la famille des Caponiidae.

## Distribution
Cette espèce se rencontre en Namibie au Karas et en Afrique du Sud au Cap-Occidental,.

## Description
Diploglena karooica compte deux yeux.
Les mâles mesurent de 5,00 à 7,68 mm et les femelles de 4,45 à 8,50 mm.

## Publication originale
- Haddad, 2015 : A revision of the southern African two-eyed spider genus Diploglena (Araneae: Caponiidae). African Invertebrates, vol. 56, no 2, p. 343-363.